# 607 a. C.
El año 607 a. C. fue un año del calendario romano pre-juliano, la denominación se utilizó solamente desde finales de la Edad Media europea, a partir del uso del nacimiento de Jesucristo como época. En el uso romano se designa como 147 Ab Urbe condita, una datación poco usada, o como el año nueve del reinado de L. Tarquinio Prisco. 

## Eventos
El cometa Halley fue visible del 15 al 26 de marzo, con un perigeo de 13,5 millones de kilómetros.
Nabopolasar de Babilonia inicia una campaña a lo largo del Éufrates y captura la ciudad de Kimuhu.
Según los Testigos de Jehová, destrucción de Jerusalén por los babilonios, evento que realmente tuvo lugar en 587 a. C.

## Nacimientos
Pisístrato, tirano de Atenas.
Sudharma Swami, quinto ganadhara (discípulo principal) de Mahavira, cuya regla es la que siguen todos los acharyas y monjes jainistas actuales. (fallecido en 507 a. C.)-

## Fallecimientos
Kuang de Zhou, rey de la dinastía Zhou de China.
Duque Ling de Jin, gobernante del estado chino de Jin.

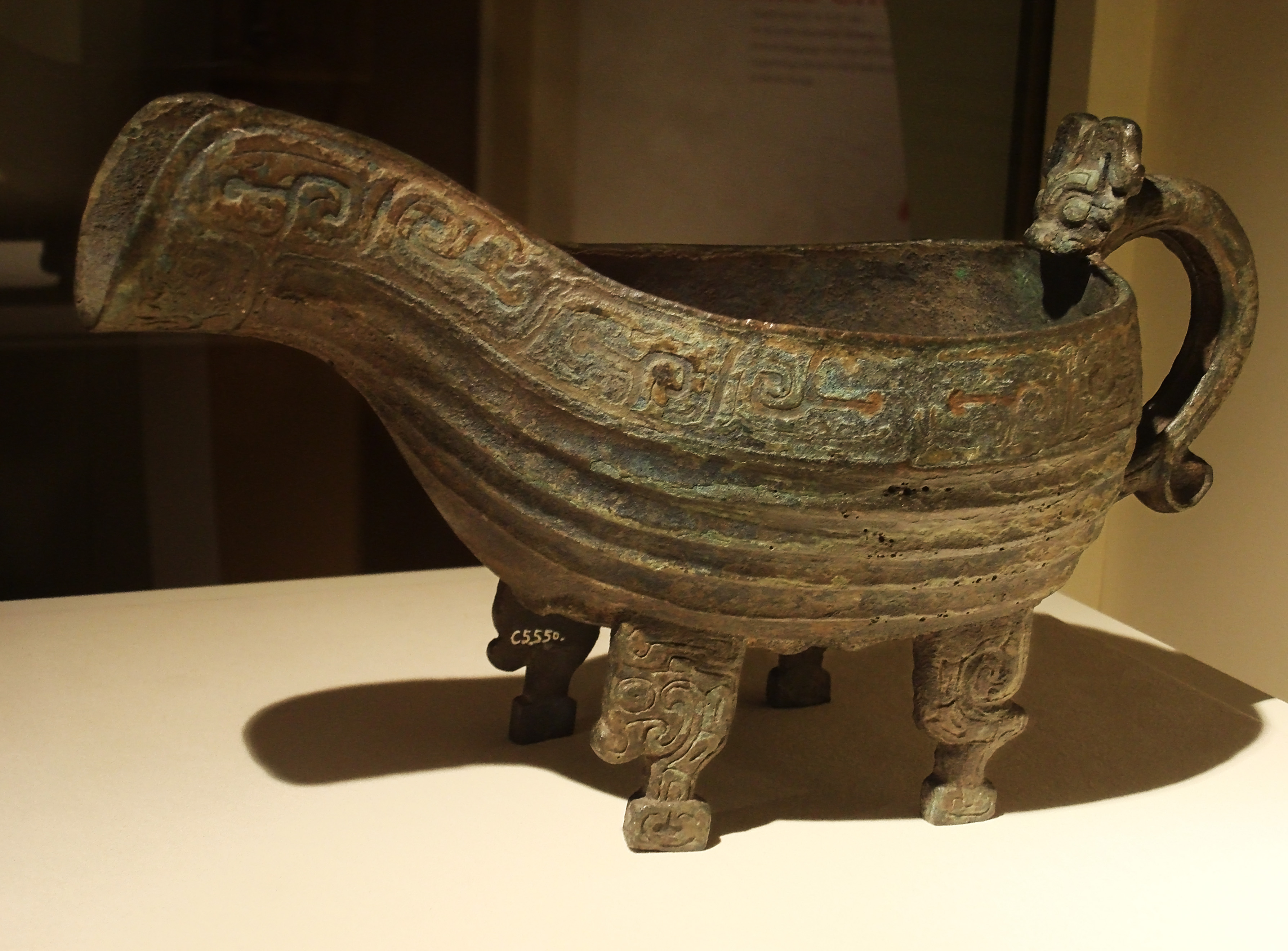
Objeto de la época de Kuangwang para lavarse las manos y la cara.